# Mesochorus rilaensis
Mesochorus rilaensis är en stekelart som beskrevs av Schwenke 2002. Mesochorus rilaensis ingår i släktet Mesochorus och familjen brokparasitsteklar. Inga underarter finns listade i Catalogue of Life.